# هری بک (بازیکن فوتبال)
هری بک (انگلیسی: Harry Beck; ۲۱ فوریهٔ ۱۹۰۱ – ۱۹۷۹ (۷۷−۷۸ سال)) بازیکن فوتبال اهل بریتانیا بود.
از باشگاه‌هایی که در آن بازی کرده‌است می‌توان به باشگاه فوتبال گلنتوران، باشگاه فوتبال یورک سیتی، باشگاه فوتبال بارو، باشگاه فوتبال استافورد رانجرز، باشگاه فوتبال والسال، و باشگاه فوتبال ورکسام اشاره کرد.